# Wimbledon 1938
De 58e editie van het Britse grandslamtoernooi, Wimbledon 1938, werd gehouden van maandag 20 juni tot en met zaterdag 2 juli 1938. Voor de vrouwen was het de 51e editie van het Britse graskampioenschap. Het toernooi werd gespeeld bij de All England Lawn Tennis and Croquet Club in de wijk Wimbledon van de Britse hoofdstad Londen.
De Amerikaan Don Budge won het heren enkelspel, herendubbelspel en het gemengd dubbelspel. Het was zijn vijfde grandslamtitel op rij in het enkelspel.
De Amerikaanse Helen Wills-Moody won de titel bij de vrouwen haar achtste titel.
Op de enige zondag tijdens het toernooi (Middle Sunday) werd traditioneel niet gespeeld.

## Belangrijkste uitslagen
Mannenenkelspel

Finale: Don Budge (Verenigde Staten) won van Bunny Austin (Verenigd Koninkrijk) met  6–1, 6–0, 6–3 
Vrouwenenkelspel

Finale: Helen Wills-Moody (Verenigde Staten) won van Helen Jacobs (Verenigde Staten) met  6–4, 6–0
Mannendubbelspel

Finale: Don Budge  (Verenigde Staten) en Gene Mako (Verenigde Staten) wonnen van Henner Henkel (Duitsland) en Georg von Metaxa (Duitsland) met 6–4, 3–6, 6–3, 8–6 
Vrouwendubbelspel

Finale: Sarah Fabyan (Verenigde Staten) en Alice Marble (Verenigde Staten) wonnen van Simonne Mathieu (Frankrijk) en Billie Yorke (Verenigd Koninkrijk) met 6–2, 6–3  
Gemengd dubbelspel

Finale: Alice Marble (Verenigde Staten) en Don Budge (Verenigde Staten) wonnen van Sarah Fabyan (Verenigde Staten) en Henner Henkel (Duitsland) met 6–1, 6–4 
Een juniorentoernooi werd voor het eerst in 1947 gespeeld.